# Girolamo Rallo
Girolamo Rallo (Valguarnera Caropepe, 1º ottobre 1921 – 15 agosto 2005) è stato un politico italiano.

## Biografia
Docente di lettere. Giovanissimo, aderì al movimento clandestino fascista dei Fasci di Azione Rivoluzionaria, fondati da Pino Romualdi a Roma, di cui fu uno degli animatori a Catania.
È stato eletto deputato del MSI-DN nel 1979, per tre legislature, restando a Montecitorio fino al 1992.